# Jaime Anesagasti y Llamas
Jaime Anesagasti y Llamas, auch Jaime de Anasagasti y Llamas, (* 23. Mai 1863 in Santa María de Mundaca, Baskenland; † 3. Oktober 1910 in Campeche, Mexiko) war ein spanischer Geistlicher und römisch-katholischer Bischof von Campeche.

## Leben
Jaime Anesagasti y Llamas empfing am 3. November 1886 durch den Erzbischof von Guadalajara, Pedro José de Jesús Loza y Pardavé, das Sakrament der Priesterweihe.
Am 4. November 1909 ernannte ihn Papst Pius X. zum Bischof von Campeche. Der Erzbischof von Guadalajara, José de Jesús Ortíz y Rodríguez, spendete ihm am 12. Dezember desselben Jahres die Bischofsweihe; Mitkonsekratoren waren der Bischof von Colima, José Amador Velasco y Peña, und Titularbischof Laureano Vérez de Acevedo SJ. Die Amtseinführung erfolgte am 4. Januar 1910.
Am 3. Oktober 1910 starb Jaime Anesagasti y Llamas in Campeche an den Folgen von Malaria.